# بلشویسم یهودی
برای دخالت یهودیان در بلشویسم و انقلاب روسیه، به تاریخ یهودیان در روسیه مراجعه کنید.
بلشویسم یهود، یک شعار ضدکمونیستی و یهود ستیزانه است که ادعا می‌کند یهودیان مبتکران انقلاب بلشویک در سال ۱۹۱۷ بودند، و آن‌ها قدرت اصلی را در میان بلشویک‌هایی که انقلاب را رهبری کردند، داشتند. به‌طور مشابه، تئوری بلشویسم یهود ادعا می‌کند که یهودیان بر جنبش‌های کمونیستی در جهان تسلط داشته‌اند و با تئوری توطئه دولت اشغالگر صهیونیستی (ZOG) مرتبط است که ادعا می‌کند یهودیان سیاست جهانی را کنترل می‌کنند.
در سال ۱۹۱۷، پس از انقلاب روسیه، شعارهای یهودی‌ستیزانه عنوان جزوه بلشویسم یهودی بود که در تبلیغات نژادپرستانه نیروهای جنبش سفید ضد کمونیست در طول جنگ داخلی روسیه (۱۹۱۸–۱۹۲۲) به چشم می‌خورد. در طول دهه ۱۹۳۰، حزب نازی در آلمان و فدراسیون آلمانی آمریکایی در ایالات متحده نظریه‌ی یهودستیزی را برای پیروان، هواداران و جانبداران خود تبلیغ کردند. در لهستان، زیدوکومونا اصطلاحی برای عقیده یهودی‌ستیزانه‌ای مبنی بر این بود که یهودیان نفوذ نامتناسب بالایی در اداره جمهوری خلق لهستان دارا هستند. در سیاست‌های راست تندرو، شعارهای یهودستیزانه «بلشویسم یهودی»، «کمونیسم یهودی» و تئوری توطئه دولت اشغالگر صهیونیستی ZOG کلمات کلیدی هستند که به دروغ ادعا می‌کنند که کمونیسم یک توطئه یهودی است.

## پیش زمینه

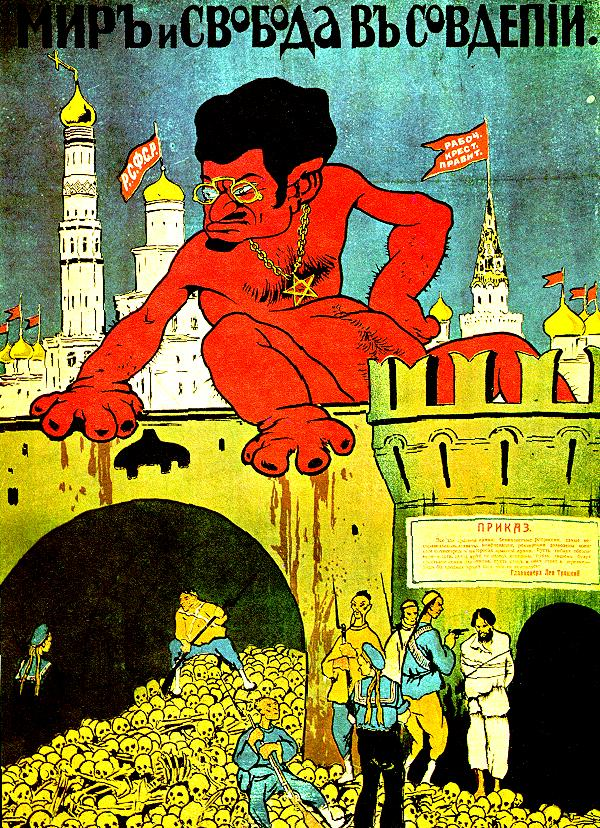
پوستر تبلیغاتی جنبش سفید از دوران جنگ داخلی روسیه (۱۹۱۹)، کاریکاتوری از لئون تروتسکی، که به عنوان نماد بلشویسم یهودی تلقی می‌شد.

تلاقی یهودیان و انقلاب در فضای نابودی روسیه در طول جبهه شرقی (جنگ جهانی اول) پدیدار شد. هنگامی که انقلاب‌های فوریه ۱۹۱۷ و اکتبر تلاش‌های جنگی روسیه را فلج کردند، تئوری‌های توطئه دور از برلین و سن پترزبورگ توسعه یافتند. به عنوان مثال، بسیاری از بریتانیایی‌ها انقلاب روسیه را به «رابطه ظاهری بلشویک‌ها، آلمانی‌ها و یهودیان» نسبت دادند. تا دسامبر ۱۹۱۷، پنج نفر از بیست و یک عضو کمیته مرکزی کمونیست یهودی بودند: کمیسر امور خارجه، رئیس شورای عالی (شوروی)، معاون رئیس شورای کمیسرهای خلق، رئیس شورای سن پترزبورگ، و معاون رئیس پلیس مخفی چکا.
گسترش جهانی این مفهوم در دهه ۱۹۲۰ با انتشار پروتکل بزرگان صهیون مرتبط است، سندی جعلی که مدعی توصیف یک توطئه مخفی یهودی با هدف تسلط بر جهان است. این تعبیر موضوع یهودی بودن برخی از بلشویک‌های پیشرو (مانند لئون تروتسکی را در طول انقلاب اکتبر و پس از آن را مطرح می‌کرد. دنیل پایپز گفت که "در وهله اول از طریق پروتکل بزرگان صهیون، جنبش سفید این اتهامات را به مخاطبان بین‌المللی گسترش دادند. جیمز ویب (تاریخدان) نوشت که «پس از سال ۱۹۱۷ به ندرت می‌توان منبعی یهودی‌ستیزانه پیدا کرد که مسئول تحلیل آن منبع مهاجر سفید از انقلاب نباشد».
یهودیان در کشور امپراتوری روسیه وضعیت خوبی نداشتند. در بین سال‌های ۱۸۸۰ تا ۱۹۲۰ بارها و به دفعات به محله‌های یهودی‌نشین حمله شد و بسیاری از یهودیان کشته شدند. در نتیجه یهودیان از حکومت تزار روسیه راضی نبودند و مایل به نابودی حکومت تزار به هر شکل ممکن بودند. به همین علت، تمامی جنبش‌هایی که بر ضد تزار در روسیه فعالیت می‌کردند، از سوی یهودیان مورد استقبال قرار می‌گرفت.

### دخالت یهودیان در کمونیسم روسیه
مقالات اصلی: تاریخ یهودیان در روسیه و تاریخ یهودیان در شوروی
یهودستیزی در امپراتوری روسیه هم از نظر فرهنگی و هم از نظر نهادی وجود داشت. یهودیان محدود به زندگی در قلمروی اسکان و متحمل قتل‌عام می‌شدند. در نتیجه، بسیاری از یهودیان از تغییرات تدریجی یا انقلابی در امپراتوری روسیه حمایت می‌کردند. این جنبش‌ها در میان چپ‌های افراطی، آنارشیسم یهودی، بوندیست‌ها، بلشویک‌ها، منشویک‌ها، و چپ‌های میانه‌رو ترودویک‌ها و حزب دموکراتیک مشروطه بودند.
در سال ۱۹۱۷ میلادی، حزب بلشویک دارای ۲۳۰۰۰ عضو بود که ۳۶۴ نفر از آن‌ها یهودی بودند. در بین سران حزب بلشویک، گریگوری زینوویف، مویسی اوریتسکی، لو کامنف (نیمه یهودی)، یاکوف سوردلوف، گرگوری سوکولنیکوف و لئون تروتسکی یهودی بودند. با این حال یهودیان در اقلیت رهبری حزب بودند.
بر اساس سرشماری حزب بلشویک در سال ۱۹۲۲ حدود ۱۹۵۶۴ یهودی بلشویک وجود داشتند که در آن زمان تنها حدود ۵٫۲٪ بلشویک‌ها را تشکیل می‌دادند و همچنین کمیته‌ی مرکزی اجرایی اتحاد جماهیر شوروی در اوایل دهه ۱۹۲۰ که متشکل ۴۱۷ نفر بود، تنها ۶٪ از کمیساریا خلق یهودی‌الاصل بودند.
بین سال‌های ۱۹۳۶ و ۱۹۴۰، در خلال پاکسازی بزرگ و پس از نزدیکی با آلمان نازی پس از پیمان مولوتوف-ریبنتروپ، استالین تا حد زیادی یهودیان را از حزب ارشد، مشاغل دولتی، دیپلماتیک و مواضع نظامی و امنیتی حذف کرد.
برخی از محققان در مورد حضور یهودیان در حزب کمونیست اتحاد جماهیر شوروی به شدت اغراق کرده‌اند. به عنوان مثال، آلفرد جنسن گفت که در دهه ۱۹۲۰ «۷۵٪ از بلشویک‌های پیشرو یهودی‌الاصل بودند.» که البته این دیدگاه کاملاً رد شده‌است و به گفته داوید آرونوویچ روزنامه‌نگار اسرائیلی، «یک بررسی دقیق از عضویت در کمیته‌های مرکزی نشان می‌دهد که این رقم یک اغراق پوچ است».

## در آلمان نازی
والتر لاکویر تئوری توطئه یهودی-بلشویکی را به ایدئولوگ نازی آلفرد روزنبرگ می‌رساند، که برای او بلشویسم «شورش نژادهای یهودی، اسلاو و زردپوست، علیه نژاد آریایی آلمانی در روسیه بود». به گفته روزنبرگ، آلمانی‌ها مسئول دستاوردهای تاریخی روسیه بودند و توسط بلشویک‌ها که منافع مردم روسیه را نمایندگی نمی‌کردند، بلکه منافع جمعیت یهودی و زردپوست آن را نمایندگی می‌کردند، کنار گذاشته شدند.
مایکل کلوگ، در تز دکترای خود، استدلال می‌کند که ایدئولوژی نژادپرستانه نازی‌ها تا حد قابل توجهی تحت تأثیر مهاجران سفید روسی در آلمان بود، که بسیاری از آن‌ها، در حالی که تابع سابق امپراتوری روسیه بودند، از تبار غیر روسی بودند: آلمانی‌های روسیه، ساکنان سرزمین‌های بالتیک از جمله آلمانی‌های بالتیک، و اوکراینی‌ها. نقش ویژه آن‌ها (بازسازی: سازمان اقتصادی- سیاسی شرق) بود. به عنوان مثال، رهبر آن‌ها در ارائه پروتکل بزرگان صهیون به زبان آلمانی نقش اساسی داشت. او استدلال می‌کرد که هیتلر نخست فیلسمی‌گرا بود و پس از سال ۱۹۱۹ تحت تأثیر اعتقادات مهاجران سفید در مورد توطئه یهودیان، وحدتی نادیده از سرمایه‌داران مالی تا بلشویک‌ها برای تسخیر جهان، به شدت یهودی‌ستیز شد؛ بنابراین، نتیجه‌گیری او این است که مهاجران سفید سرچشمه مفهوم نازی از بلشویسم یهودی بوده‌اند. آن ماریا سامارتینو استدلال می‌کند که این دیدگاه قابل انتقاد است. در حالی که شکی وجود ندارد که مهاجران سفید در تقویت ایده‌ی «بلشویسم یهودی» در میان نازی‌ها مؤثر بودند، این مفهوم در بسیاری از اسناد اولیه آلمان پس از جنگ جهانی اول نیز یافت می‌شود.
در طول دهه ۱۹۲۰، هیتلر اعلام کرد که مأموریت جنبش نازی نابودی «بلشویسم یهودی» است. هیتلر اظهار داشت که «سه رذیلهٔ بلشویسم یهودی، دموکراسی، صلح‌طلبی و انترناسیونالیسم است. و یهودیان پشت بلشویسم، کمونیسم و مارکسیسم هستند.»
در آلمان نازی، این مفهوم بلشویسم یهودی منعکس‌کنندهٔ این تصور رایج بود که کمونیسم جنبشی با الهام از یهودیان و رهبری یهودیان بود که از همان ابتدا به دنبال تسلط بر جهان بودند. این اصطلاح به صورت چاپی در جزوه ۱۹۲۴ روزنامه‌نگار آلمانی دیتریش اکارت (بلشویسم از موسی تا لنین) رایج شد که هر دوی موسی و لنین را کمونیست و همچنین یهودی نشان می‌داد. پس از آن نسخه در سال ۱۹۲۳ آلفرد روزنبرگ از پروتکل بزرگان صهیون و سپس کتاب نبرد من آدولف هیتلر در سال ۱۹۲۵، منتشر شد که بلشویسم را به عنوان تلاش قرن بیستم یهودیان برای به دست گرفتن سلطه جهانی در دست خود نشان می‌داد.
به گفته هنری رولین، جاسوس و نویسنده فرانسوی، «هیتلریسم» بر اساس «ضدانقلاب ضد شوروی» است که «افسانه یک توطئه مرموز یهودی-فراماسونی-بلشویکی» را ترویج می‌کند، که مستلزم آن است که جنگ جهانی اول توسط یک توطئه وسیع یهودی-فراماسونری برای سرنگونی امپراتوری‌های روسیه، امپراتوری آلمان و امپراتوری اتریش-مجارستان و اجرای بلشویسم با دامن زدن به ایده‌های لیبرال تحریک شده بود.
یک منبع اصلی برای پروپاگاندا دربارهٔ بلشویسم یهودی در دهه ۱۹۳۰ و اوایل دهه ۱۹۴۰، خبرگزاری بین‌المللی ولت-دینست طرفدار نازی و یهودی‌ستیز بود که در سال ۱۹۳۳ توسط اولریش فلایشهاور تأسیس شد.
در ارتش آلمان، گرایش به دیدن کمونیسم شوروی به عنوان یک توطئه یهودی از زمان جنگ جهانی اول افزایش یافته بود، چیزی که در زمان نازی‌ها رسمیت یافت. جزوه‌ای در سال ۱۹۳۲ توسط اوالد بانس از انجمن ملی علوم نظامی آلمان که توسط دولت تأمین می‌شود، رهبری شوروی را عمدتاً یهودی توصیف می‌کند که بر جمعیت بی‌تفاوت و بی‌فکر روسیه تسلط دارد.

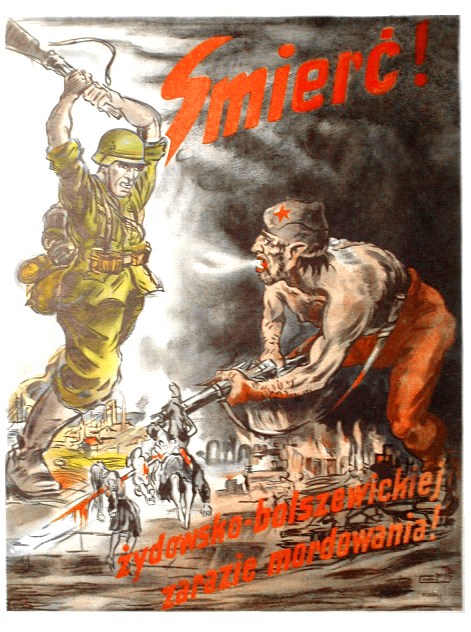
پوستر تبلیغاتی یهودی‌ستیز و ضد شوروی آلمانی، نوشته شده به زبان لهستانی. در این متن آمده‌است: «مرگ! بر آفت کشتار یهودی-بلشویکی!

پروپاگاندای تولید شده در سال ۱۹۳۵ توسط آزمایشگاه جنگ آلمان وابسته به وزارت جنگ آلمان، مقامات شوروی را «یهودیان کثیف» توصیف می‌کرد و از سربازان ارتش سرخ می‌خواست قیام کنند و «کمیسارهای یهودی» خود را بکشند. این مطالب در آن زمان مورد استفاده قرار نگرفت، اما به عنوان مبنایی برای تبلیغات در دهه ۱۹۴۰ بود.
اعضای اس‌اس تشویق می‌شدند تا علیه «انسان‌های بلشویک یهودی» مبارزه کنند. در جزوه اس‌اس به عنوان یک سازمان مبارز ضد بلشویست که در سال ۱۹۳۶ منتشر شد، رایشسفورر-اس‌اس هاینریش هیملر نوشت:
«ما مواظب خواهیم بود که دیگر هرگز در آلمان، قلب اروپا، انقلاب یهودی ـ بلشویکی مادون‌انسانی نتواند از درون یا از طریق فرستادگانی از بیرون برافروخته شود.»
هیتلر در سخنرانی خود در پارلمان آلمان در توجیه عملیات بارباروسا در سال ۱۹۴۱ گفت:
برای بیش از دو دهه رژیم بلشویک یهودی در مسکو تلاش کرده بود نه تنها آلمان، بلکه تمام اروپا را به آتش بکشد… حاکمان بلشویک یهودی در مسکو به‌طور سرسختانه متعهد شده‌اند که سلطه خود را بر ما و سایر ملل اروپایی تحمیل کنند. نه تنها از نظر روحی، بلکه از نظر قدرت نظامی نیز… اکنون زمان مقابله با توطئه جنگ افروزان یهودی آنگلوساکسون و حاکمان یهودی مرکز بلشویک در مسکو فرا رسیده‌است!
فیلد مارشال ویلهلم کایتل در ۱۲ سپتامبر ۱۹۴۱ دستوری صادر کرد که در آن اعلام کرد: «مبارزه با بلشویسم مستلزم اقدامی بی‌رحمانه، پرانرژی و سختگیرانه بیش از هر چیز علیه یهودیان، حاملان اصلی بلشویسم است».
مورخ ریچارد جی. ایوانز نوشته‌است که افسران ورماخت روس‌ها را دون‌انسان می‌دانستند و از زمان حمله به لهستان در سال ۱۹۳۹ به سربازان خود می‌گفتند که جنگ توسط «موجودات موذی یهودی» ایجاد شده‌است، به سربازان توضیح دادند که جنگ علیه اتحاد جماهیر شوروی جنگی بود برای از بین بردن آنچه که به‌طور مختلف به عنوان «دون‌انسان بلشویک یهودی»، «انبوه مغولان»، «سیل آسیایی» و «جانور سرخ» توصیف می‌شد، این زبان به وضوح قصد دارد با تقلیل دشمن به چیزی کمتر از انسان جنایات جنگی ایجاد کند.
یوزف گوبلس در سال ۱۹۴۲ مقاله ای به نام «روح به اصطلاح روسی» منتشر کرد که در آن ادعا کرد بلشویسم اسلاوها را استثمار می‌کند و نبرد اتحاد جماهیر شوروی تعیین می‌کند که آیا اروپا تحت کنترل کامل یهودیان بین‌المللی قرار می‌گیرد یا خیر.
تبلیغات نازی‌ها عملیات بارباروسا را به عنوان یک جنگ ایدئولوژیک-نژادی بین نازیسم آلمان و «یهودی بلشویسم» معرفی کرد و دشمن خود شوروی را به عنوان نیرویی از اسلاوهای دون‌انسان و وحشیانی که درگیر «روش‌های وحشیانه جنگ آسیایی» بودند که توسط کمیسرهای شیطان صفت یهودی فرماندهی می‌شدند که سربازان آلمانی به آنها رحم نمی‌کردند. اکثریت قریب به اتفاق افسران و سربازان ورماخت تمایل داشتند که جنگ را از منظر نازی‌ها تلقی کنند و مخالفان شوروی خود را دون‌انسان می‌دانستند.

## در انگلستان
در اوایل دهه ۱۹۲۰، هنری همیلتون بیمیش، یک ضد یهودی برجسته بریتانیایی، اظهار داشت که بلشویسم همان یهودیت است. در همان دهه، نخست‌وزیر آینده دوران جنگ، وینستون چرچیل سرمقاله ای با عنوان «صهیونیسم در برابر بلشویسم» نوشت که در ساندی گرافیک منتشر شد. او در این مقاله که ادعا می‌کرد صهیونیسم و بلشویسم درگیر «مبارزه برای روح مردم یهود» هستند، از یهودیان می‌خواهد که «توطئه بلشویکی» را نفی کنند و روشن کنند که «جنبش بلشویکی یک جنبش یهودی نیست.» او بیان کرد که:
نویسنده گزیلا لبزلتر خاطرنشان می‌کند که چرچیل نتوانست نقشی را که ستم روسیه بر یهودیان در پیوستن آنها به جنبش‌های انقلابی مختلف ایفا کرده بود، تجزیه و تحلیل کند، اما در عوض در مورد تمایلات ذاتی که ریشه در شخصیت و مذهب یهودیان دارد سخن گفت.

## آثاری برای تبلیغ بلشویسم یهودی

### اختاپوس
اختاپوس یک کتاب ۲۵۶ صفحه ای است که در سال ۱۹۴۰ توسط الیزابت دیلینگ با نام مستعار «کشیش فرانک وودراف جانسون» منتشر شد. او در این کتاب تئوری‌های خود را در مورد بلشویسم یهودی توصیف می‌کند.

### پشت کمونیسم
فرانک ال. بریتون، سردبیر «ملی‌گرایی آمریکایی» کتابی به نام «پشت کمونیسم» را در سال ۱۹۵۲ منتشر کرد که این افسانه را منتشر کرد که کمونیسم یک توطئه یهودی است که از فلسطین سرچشمه می‌گیرد.

## تحلیل بلشویسم یهودی
محققان در این زمینه، مانند فیلسوف لهستانی استانیسلاو کرایوسکی یا «آندره گریتس»، مفهوم بلشویسم یهودی را به عنوان یک پیش‌داوری محکوم می‌کنند. پروفسور حقوق ایلیا سومین موافق است و مشارکت یهودیان در دیگر کشورهای کمونیستی را مقایسه می‌کند:
نمایندگی بیش از حد یک گروه در یک جنبش سیاسی نه ثابت می‌کند که جنبش تحت تسلط آن گروه بوده و نه اینکه اساساً در خدمت منافع آن گروه است. این ایده که ظلم کمونیستی به نحوی ماهیت یهودی داشته‌است، توسط سوابق رژیم‌های کمونیستی در کشورهایی مانند چین، کره شمالی و کامبوج، که حضور یهودیان در آن‌ها بسیار ناچیز بوده و هست، رد می‌شود.
چندین محقق مشاهده کرده‌اند که دخالت یهودیان در جنبش‌های کمونیستی در درجه اول پاسخی به یهودستیزی و طرد سیاست‌های مستقر بوده‌است. دیگران خاطرنشان می‌کنند که این دخالت بسیار اغراق‌آمیز عنوان شده تا با روایات یهودستیزی موجود مطابقت داشته باشد.
فیلیپ مندز این را در سطح خط مشی مشاهده کرد:
«افزایش دخالت یهودیان در رادیکالیسم سیاسی… مقامات دولتی را در اختیار تعدادی گزینه بالقوه برای پاسخ گذاشت. یکی از گزینه‌ها این بود که پیوند ساختاری بین سرکوب یهودیان و دخالت آنها در چپ را به رسمیت بشناسیم و اصلاحات اجتماعی و سیاسی را انجام دهیم که به تبعیض علیه یهودیان پایان دهد… این گزینه به معنای پذیرش این بود که یهودیان به همان سایر گروه‌های مذهبی یا قومی برای شرکت آزادانه در فعالیت‌های سیاسی اندازه حق دارند. . گزینه دوم… رد هرگونه رهایی اجتماعی یا سیاسی یهودیان بود… در عوض، این سیاست قربانیان یهودی را به خاطر آزار و شکنجه آنها مقصر می‌دانست، و فرض می‌کرد که قوانین و خشونت ضد یهود به عنوان پاسخی به تهدید ادعایی «بلشویسم یهودی» توجیه می‌شود. به‌طور خلاصه، علت و معلول معکوس شد و واکنش یهودیان به یهودستیزی برای منطقی کردن شیوه‌های یهودستیزی مورد استفاده قرار گرفت.»